# 2025年全澳籃球銀牌賽高級組
2025年全澳籃球銀牌賽高級組為澳門籃球總會舉辦，於2025年3月17日開始比賽，共有10支隊伍參賽。初賽採分組單循環制。抽簽分A、B兩線，每線5隊。

## 賽事概況
聯賽冠軍黑熊以近乎全華班陣容爭取衛冕銀牌賽，A組首戰遇上坐擁黎家棟及楊奇龍等壓陣的升班馬澳彩，全場鬥得激烈，亦吸引過百名球迷入場睇波。黑熊雖有劉晉邦缺陣，但靠李翔、巢醒釗及迪亞斯等多點開花，拉成均勢下首節落後澳彩一分。澳彩憑黎家棟及楊奇龍在完半場前接連得手，楊奇龍半場已得12分，領先44：41。澳彩兩大主力配合尹思良在下半場續開火，黎家棟在顏色地帶及三分線同樣越射越有，第三節獨得11分，助澳彩一度領先12分。兩隊在最後一節掀起高潮。澳彩在第四節輪換，大部分時間收起黎家棟、楊奇龍及吳宇軒，僅剩尹思良一人領軍，被黑熊把握機會縮窄分差，李翔、巢醒釗、曾譜誠及迪亞高均得分上雙追至落後兩分。韓承峻在最後3秒射入三分，黑熊反超一分幾乎絕殺。不過澳彩仍笑到最後，楊奇龍在最後一秒射入今場第四球三分，澳彩全場轟入15球三分，終以87：85反絕殺黑熊，取得開門紅，並打破黑熊在本地賽事的不敗身。
福青與黑熊賽前同為兩勝一負，互撼爭出線，黑熊在關鍵戰派出迪亞斯、巢醒釗、李翔、曾譜誠及陳健鋒擔正；福青由黃家輝及林嘉榮領軍，首節便打出決心，黃家輝全力掌控節奏，林嘉榮單節獨取8分包括2球三分，成為球隊在上半場稍佔優勢的功臣。余梓楓及林志鋒一外一內得分外，防守上更拼盡全力補防。但黑熊巢醒釗、曾譜誠利用出色的控球及突破追分，半場落後38：44。福青一改過去下半場手冷的作風，尼路在內線發威，奧古斯丁及余梓楓均有斬獲；黑熊則顯得綁手綁腳，儘管巢醒釗攻入全場最高28分，惜隊友無人上雙，李翔等射手未能打出應有表現。最終福青在穩定節奏下保持雙位數領先優勢贏78：63，以三勝一負搶得A線次名出線。出局的黑熊宣告衛冕失敗。今屆未輸過的澳彩面對全敗的郵青一面倒，澳彩全力搶攻，首節已領先20分，最終在蔣佑廷獲無限開火權下，轟入全場最高的70分，包括10球三分，助球隊大炒123：68，四戰全勝以A線首名出線。
已提前出線的福建與昊駿爭首名均精英盡出，福建排出林霆朗、羅協銘、吳榮鵬、李智鵬及許方歆的『一大四小』陣型；昊駿沒有擺上雙塔陣，由陳偉誠、何浩然及張嘉熙領軍。福建甫開賽便擺下聯防陣容，阻止昊駿慣常以陳偉誠作牽制，張嘉熙、何浩然在外線及底線附近遊走的打法，昊駿亦給予相應的對抗強度。雙方爭持不下，並嘗試輪換以不同陣容捉對厮殺，互有領先。昊駿在完半場前憑何浩然一記壓哨跳投領先兩分。易邊後，福建築起緊密的聯防陣型，吳榮鵬、羅協銘、聶釗華、鄭智軒及許方歆等火速補位支援，逼使昊駿出現大量失誤，再利用防守反擊及極具默契的傳導打出一波流，單節贏21：12領先雙位數。打不死的昊駿在第四節憑余宗祐的三分波拉近，何浩然、陳偉誠、張嘉熙及林梓軒得分上雙，追至75：80。福建有茹鵬宇多次持球單打中投得分外，更在內線造成殺傷，交出全場最高的27分，包括最後51秒在底線打出『2+1』，淋熄昊駿的追分火，助福建贏93：84搶得首名，與師弟福青會師四強。次名出線的昊駿則鬥A線首名的澳彩。
高級組升班馬澳彩在四強硬撼昊駿，這場重頭戲吸引不少球迷到場。澳彩由黎家棟及楊奇龍領軍，昊駿則收起陳偉誠，改由楊軒擔正，張嘉熙及何浩然等領軍。澳彩在上半場由黎家棟、楊奇龍及蔣佑廷合共攻入34分，更用人盯人戰術限制昊駿，但昊駿有何浩然及區尚然在三分線發功，區尚然單節射入三球三分，吳啟峰亦有亮眼表現，半場反超兩分。兩隊在第三節膠著，澳彩在尾段陷得分荒，四人得分上雙的昊駿把握機會追分，繆浩然更攻入壓哨三分，反超65：64。『姚明』黎家棟在關鍵第四節遭遇第四次犯規，昊駿陳偉誠等隨即集火澳彩內線，但黎家棟在進攻上火力不斷，李浩言亦在運動戰及底線附近發動進攻咬緊。直至最後兩分多鐘，澳彩楊奇龍射入三分追至84：85，但黎家棟隨後與張嘉熙在爭搶中纏扭，被球證各打五十大板，黎家棟五犯離場；張嘉熙持球在底線附近射失中投，澳彩隨即反擊，黃銘旭飛身快攻得手反超一分。昊駿在前場發球，擁有絕殺機會卻錯失球權，澳彩由尹思良快攻得分，最終贏88：85，首次升上高級組即晉級銀牌賽決賽。
澳彩及福建在決賽均沿用常規陣容，福建沒有用許方歆加王昊桐的雙塔陣，甫開賽便祭出人盯人防守，專人盯防澳彩射手蔣佑廷及楊奇龍外，許方歆、李智鵬及林霆朗先後射入三分；澳彩則主要依賴黎家棟在籃下造成殺傷，首節落後18：26。福建今仗登錄了11名球員，所有球員在上半場均曾披甲，利用頻率較高的輪換保持防守壓迫，讓澳彩的蔣佑廷及楊奇龍等主力在無球狀態受壓外，林霆朗續利用快攻得分，但在次節尾段陷入亂流，未能擴大分差，福建半場領先47：34。易邊後，雙方捉對厮殺，福建大部分維持領先約14分，但澳彩蔣佑廷突爆發，除連入三分外，更切入籃下得分及博得犯規，全場攻入28分，一度收窄分差至個位數。但經驗豐富的福建沒被打亂節奏，以林霆朗加茹鵬宇的雙控衛陣容保持節奏，聶釗華及羅協銘更挺身而出得分，抵銷蔣佑廷的火力外，更合演教科書式的防反。澳彩黎家棟在上半場幾乎出現在任何位置，但在助攻助守下難有發揮，更被許方歆及王昊桐輪流『招呼』僅得13分。最終福建有林霆朗貢獻23分及羅協銘得20分帶領下順利拉開優勢，以90：69擊敗澳彩，相隔三年重奪高級組銀牌賽冠軍。

## 循環賽[6]

### A線
| 排名 | 隊伍     | 賽 | 勝 | 負 | 得  | 失  | 差   |            |
| ---- | -------- | -- | -- | -- | --- | --- | ---- | ---------- |
| 1    | 澳彩     | 4  | 4  | 0  | 406 | 297 | +109 | 進入淘汰賽 |
| 2    | 福青     | 4  | 3  | 1  | 366 | 270 | +96  | 進入淘汰賽 |
| 3    | 澳門黑熊 | 4  | 2  | 2  | 344 | 286 | +58  |            |
| 4    | 紅藍     | 4  | 1  | 3  | 298 | 342 | −44  |            |
| 5    | 郵青     | 4  | 0  | 4  | 223 | 442 | −219 |            |

第1輪
| 2025年3月17日 19:00（PST） |

|  |

| 黑熊                                  | 85–87 | 澳彩 |
| 每節分數： 20—21、21—23、16—24、28—19 |       |      |

| 2025年3月17日 20:30（PST） |

|  |

| 福青                                  | 85–62 | 紅藍 |
| 每節分數： 22—18、29—18、13—14、21—12 |       |      |

第2輪
| 2025年3月21日 19:00（PST） |

|  |

| 澳彩                                  | 102–78 | 紅藍 |
| 每節分數： 33—15、19—16、29—20、21—27 |        |      |

| 2025年3月21日 20:30（PST） |

|  |

| 黑熊                                 | 95–50 | 郵青 |
| 每節分數： 20—18、31—6、25—13、19—13 |       |      |

第3輪
| 2025年3月28日 19:00（PST） |

|  |

| 紅藍                                  | 87–54 | 郵青 |
| 每節分數： 24—11、22—14、16—14、25—15 |       |      |

| 2025年3月28日 20:30（PST） |

|  |

| 澳彩                                  | 94–66 | 福青 |
| 每節分數： 34—10、17—17、24—22、19—17 |       |      |

第4輪
| 2025年4月8日 19:00（PST） |

|  |

| 郵青                                | 51–137 | 福青 |
| 每節分數： 5—32、7—40、20—31、19—34 |        |      |

| 2025年4月8日 20:30（PST） |

|  |

| 紅藍                                 | 71–101 | 黑熊 |
| 每節分數： 22—32、23—20、17—27、9—22 |        |      |

第5輪
| 2025年4月15日 19:00（PST） |

|  |

| 福青                                  | 78–63 | 黑熊 |
| 每節分數： 23—20、21—18、20—11、14—14 |       |      |

| 2025年4月15日 20:30（PST） |

|  |

| 郵青                                  | 68–123 | 澳彩 |
| 每節分數： 16—36、19—18、10—39、23—30 |        |      |

### B線
| 排名 | 隊伍 | 賽 | 勝 | 負 | 得  | 失  | 差   |            |
| ---- | ---- | -- | -- | -- | --- | --- | ---- | ---------- |
| 1    | 福建 | 4  | 4  | 0  | 341 | 255 | +86  | 進入淘汰賽 |
| 2    | 昊駿 | 4  | 3  | 1  | 328 | 293 | +35  | 進入淘汰賽 |
| 3    | 藍英 | 4  | 2  | 2  | 282 | 287 | −5   |            |
| 4    | 慈青 | 4  | 1  | 3  | 255 | 258 | −3   |            |
| 5    | 樂豐 | 4  | 0  | 4  | 223 | 336 | −113 |            |

第1輪
| 2025年3月18日 19:00（PST） |

|  |

| 昊駿                                  | 88–65 | 樂豐 |
| 每節分數： 22—14、17—21、19—11、30—19 |       |      |

| 2025年3月18日 20:30（PST） |

|  |

| 福建                                  | 87–53 | 藍英 |
| 每節分數： 24—18、17—12、29—10、17—13 |       |      |

第2輪
| 2025年3月24日 19:00（PST） |

|  |

| 樂豐                                  | 56–88 | 藍英 |
| 每節分數： 14—25、12—23、16—24、14—16 |       |      |

| 2025年3月24日 20:30（PST） |

|  |

| 昊駿                                  | 69–63 | 慈青 |
| 每節分數： 19—16、17—13、16—17、17—17 |       |      |

第3輪
| 2025年3月31日 19:00（PST） |

|  |

| 藍英                                  | 69–57 | 慈青 |
| 每節分數： 18—12、15—20、21—10、15—15 |       |      |

| 2025年3月31日 20:30（PST） |

|  |

| 樂豐                  | 51–92 | 福建 |
| 每節分數： —、—、—、— |       |      |

第4輪
| 2025年4月29日 19:30（PST） |

|  |

| 慈青                                  | 67–69 | 福建 |
| 每節分數： 16—20、14—14、21—22、16—10 |       |      |

| 2025年4月9日 20:30（PST） |

|  |

| 藍英                                  | 72–87 | 昊駿 |
| 每節分數： 24—14、18—24、17—18、13—31 |       |      |

第5輪
| 2025年5月5日 19:00（PST） |

|  |

| 福建                                  | 93–84 | 昊駿 |
| 每節分數： 26—21、18—25、21—12、28—28 |       |      |

| 2025年5月5日 20:30（PST） |

|  |

| 慈青                  | 68–51 | 樂豐 |
| 每節分數： —、—、—、— |       |      |

## 淘汰賽

### 準決賽
| 2025年5月21日 19:00（PST） |

|  |

| 澳彩                                  | 88–85 | 昊駿 |
| 每節分數： 21—22、23—24、20—19、24—20 |       |      |

| 2025年5月21日 20:30（PST） |

|  |

| 福建                  | 112–95 | 福青 |
| 每節分數： —、—、—、— |        |      |

### 決賽
| 2025年5月29日 19:30（PST） |

|  |

| 澳彩                                  | 69–90 | 福建 |
| 每節分數： 18—26、16—21、24—17、11—26 |       |      |

## 備註
1. ↑  原定賽事為4月9日19:00舉行。
2. 1 2  原定賽事為4月16日。
3. 1 2  原定賽事為4月29日舉行。
4. ↑  原定賽事為5月27日。

## 外部連結
- 澳門籃球總會官方網站 （页面存档备份，存于）